# 黑素皮质素
黑素皮质素（英語：melanocortin），也称促黑激素、促黑色素細胞激素、黑細胞促素等，是一类肽类激素，其中包含促腎上腺皮質激素（ACTH）和各类黑色素细胞刺激素（MSH）。这类激素由前腦啡黑細胞促素皮促素（POMC）在腦下垂體产生，通过结合并激活黑素皮质素受体（MCR）产生作用。黑素皮质素受体（MCR）共有5种，且均为G蛋白偶联受体：在大脑中仅表达MC3R与MC4R两种受体，二者配体为α-MSH，而刺鼠肽基因相关蛋白（AgRP）是其内源性拮抗剂。

## 功能
黑素皮质素系统在哺乳动物体内与瘦蛋白等竞争，共同调节了摄食活动。目前已知的释放黑素皮质素的神经仅有弓状核，位于下丘脑。弓状核其中有POMC神经细胞和AgRP神经细胞等神经元。当POMC神经释放α-MSH，食欲减退；而当AgRP神经细胞释放AgRP，食欲则增强。
瘦蛋白是一种负责调控饱腹感的蛋白，食欲刺激素则是一种负责刺激食欲的激素，二者共同调节了大脑内黑素皮质素系统的上游通路。这两种激素同会参与黑素皮质素在内的激素调节，而瘦蛋白-黑素皮质素之间在大脑内的平衡如果失去，则会引起早发的肥胖在内的各类新陈代谢类疾病，还将抑制免疫功能。